# Laize-Clinchamps
Laize-Clinchamps ist eine französische Gemeinde mit 2150 Einwohnern (Stand 1. Januar 2022) im Département Calvados in der Region Normandie. Sie gehört zum Arrondissement Caen und zum Kanton Évrecy.
Die Gemeinde entstand als Commune nouvelle im Zuge einer Gebietsreform zum 1. Januar 2017 durch die Fusion der zwei ehemaligen Gemeinden Clinchamps-sur-Orne und Laize-la-Ville, die nun Ortsteile von Laize-Clinchamps darstellen. Laize-la-Ville fungiert dabei als „übergeordneter Ortsteil“ als Verwaltungssitz.

## Gliederung
| Ortsteil                           | ehemaliger INSEE-Code | Fläche (km²) | Einwohnerzahl (2016) |
| ---------------------------------- | --------------------- | ------------ | -------------------- |
| Clinchamps-sur-Orne                | 14164                 | 6,37         | 1.195                |
| Laize-la-Ville (Verwaltungssitz)00 | 1434900               | 1,76         | .0780                |

## Sehenswürdigkeiten
- Clinchamps-sur-Orne:
  - Kirche Notre-Dame, Turm Monument historique[3]
  - Oratorium
- Laize-la-Ville:
  - Kirche Notre-Dame

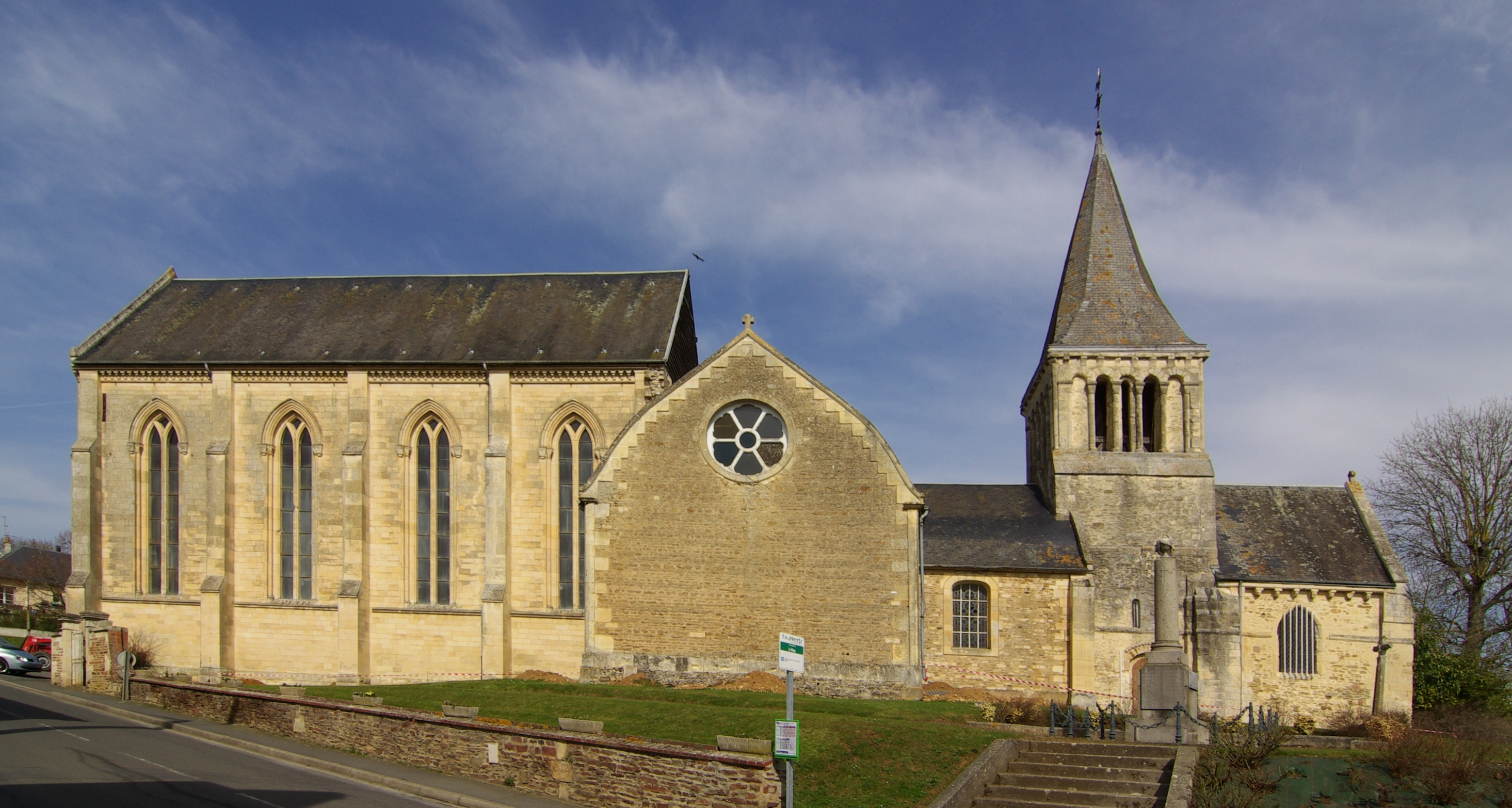
Kirche Notre-Dame in Clinchamps-sur-Orne
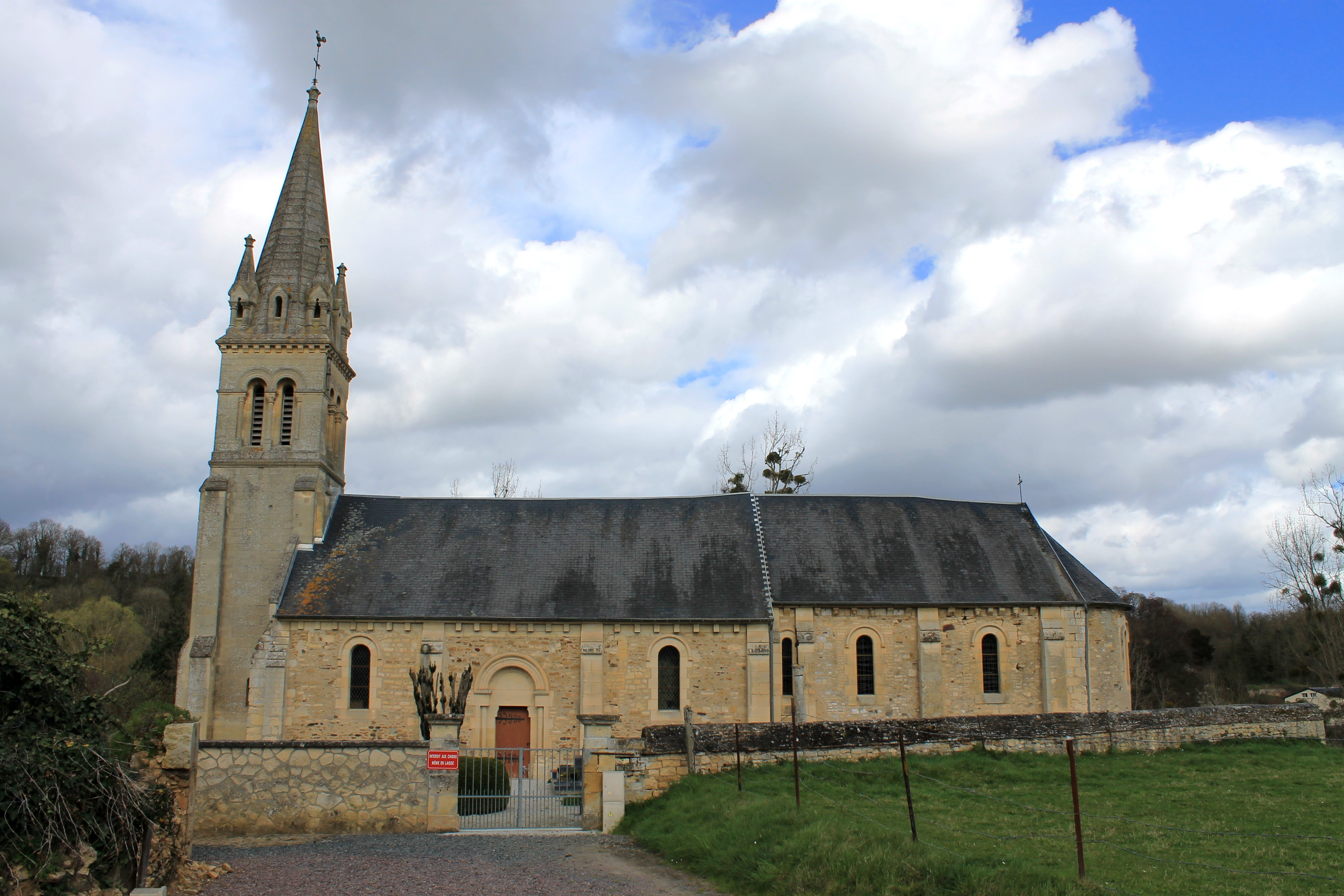
Kirche Notre-Dame in Laize-la-Ville